# Logaritemsko računalo
Logarítemsko računálo (po domače imenovano »reh'nšiber«, iz nemške besede Rechenschieber) je preprost analogni računalnik, podoben ravnilu, po navadi sestavljen iz treh vpetih umerjenih tračnih letev in drsečega okvirja. V splošnem so ga uporabljali do 1970. ko so ga zamenjala elektronska računala.

## Osnovni pojmi
Najpreprostejše logaritmično računalo s pomočjo dveh logaritmičnih lestvic (skal) omogoča množenje in deljenje, računski operaciji, ki sta pri računanju na roko časovno zahtevni in radi povzročata napake. Uporabnik določi lego decimalna  vejice v rezultatu na podlagi miselne ocene. Pri računih, ki zahtevajo tudi seštevanje in odštevanje, se ti dve operaciji naredita na papirju in ne na logaritemskem računalu. Nekatera logaritemska računala so imela na hrbtni strani dodan pripomoček za seštevanje in odštevanje (imenovan tudi »adiator«).
V resnici imajo tudi najbolj osnovna logaritemska računala več kot dve lestvici. Večina je sestavljena iz treh ravnih letev enake dolžine, poravnanih in povezanih, tako da se lahko srednja letev (jeziček) premika po dolžini glede na drugi dve. Zunanji letvi sta nepomični in se njuni legi med seboj ne spreminjata. Nekatera logaritemska računala imajo lestvice na obeh straneh računal in drseče letve. Nekatera imajo lestvice na eni strani nepomičnih letev in na obeh straneh drseče letve. Nekatera pa imajo lestvice le na eni strani. Drseči okvir z eno ali več navpičnimi črtami lahko beleži vmesni rezulat na katerikoli lestvici. Uporablja se tudi za iskanje odgovarjajočih točk na lestvicah, ki si niso sosednje.
Še bolj zapletena logaritemska računala omogočajo tudi druge operacije, korenjenje, potenciranje, logaritmiranje in računanje trigonometričnih funkcij. Matematični računi se v splošnem izvedejo s poravnavo oznake na drseči srednji letvi z oznako na eni od nepomičnih letev in z razbiranjem relativne lege drugih oznak na letvah.

## Zgodovina
Logaritemsko računalo so izumili med letoma 1620 in 1630, kmalu zatem, ko je John Napier leta 1614 objavil delo o logaritmih. Edmund Gunter iz Oxforda je leta 1620 razvil računsko pripravo z eno logaritemsko lestvico. Le-to so lahko s pomočjo drugih merilnih priprav uporabljali za množenje in deljenje. Leta 1630 je William Oughtred izumil krožno logaritemsko računalo in leta 1632 združil Gunterjevi računali, ter tako izdelal pripravo, ki je bila podobna sodobnemu logaritemskemu računalu. Kakor njegov sodobnik Isaac Newton je tudi Oughtred posredoval svoje zamisli študentom zasebno in tudi ni hitel z objavljanjem svojih del. Kakor Newton se je s svojim nekdanjim študentom Richardom Delamainom zapletal v ostre spore glede prvenstva. Oughtredove zamisli je objavil njegov študent William Forster leta 1632 in 1653.
Leta 1722 je Warner predstavil dvajsetere in tridesetere lestvice. Leta 1755 je Everard vključil obrnjeno lestvico. Logaritemsko računalo, ki vsebuje vse te lestvice, je običajno znano kot »večfazno« računalo.
Še sodobnejšo obliko je leta 1859 izdelal francoski topničarski poročnik in matematik Amédée Mannheim. V tem času so se ljudje začeli profesionalno ukvarjati s tehniko in začeli na široko uporabljati logaritemska računala v Evropi. V ZDA so jih začeli uporabljati leta 1881, ko je Edwin Thacker predstavil valjasto logaritemsko računalo. Dvojno logaritemsko računalo je izumil William Cox leta 1891. Izdelovalo ga je podjetje Keuffel and Esser Co. iz New Yorka.
Med 2. svetovno vojno so bombardirji in navigatorji pri hitrih izračunih uporabljali posebna logaritemska računala. Eden od uradov Vojne mornarice ZDA je dejansko izdelal splošno »ohišje« za logaritemsko računalo z aluminijastim telesom in plastičnim okvirjem, v katerega so lahko vložili celuloidne kartice, tiskane na obeh straneh, za različne izračune. Ta način so najprej uporabili pri računanju dosega, porabe goriva in višine za letala in ga potem priredili za uporabo v druge namene.
V 1950. in 60. letih 20. stoletja je logaritemsko računalo predstavjalo poklic inženirjev, podobno kot je stetoskop predstavljal poklic zdravnikov. Nemški raketni inženir Wernher von Braun je po vojni s seboj v ZDA vzel dve logaritemski računali Nestler iz 30. let 20. stoletja. Nikoli ni uporabljal drugih računal. Logaritemska računala so mu pri hitrem računanju parametrov raketnih konstrukcij in drugih računih očitno odlično služila.
Nekateri študentje tehnike in inženirji so s seboj v pasovih nosili desetpalčna logaritemska računala ali pa so imeli deset ali dvajsetpalčna logaritemska računala doma ali v službi za natančno delo in so s seboj nosili petpalčna. Vse to se je končalo v 70. letih 20. stoletja, ko so jih popolnoma nadomestila majhna računala. Zadnji žebelj v krsto so zabila znanstvena žepna računala, ki so imela tudi trigonometrične in logaritemske funkcije. Prvo takšno računalo HP-35 je izdelalo podjetje Hewlett-Packard leta 1972.
Leta 2004 sta si raziskovalca izobrazbe David B. Sher in Dean C. Nataro zamislila novo vrsto logaritemskega računala na podlagi prostafareze, algoritma za hitro izračunavanje zmnožkov, ki so ga uporabljali v 16. in zgodnjem 17. stoletju pred logaritmi. Nihče pa ni pokazal velikega zanimanja za njun prototip.